# Echipa națională de fotbal feminin a Ungariei
Echipa națională de fotbal feminin a Ungariei reprezintă Ungariei în competițiile internaționale de fotbal feminin.

## Competiții internaționale

### Campionate Mondiale
| Cupe Mondiale | Cupe Mondiale    | Cupe Mondiale | Cupe Mondiale | Cupe Mondiale | Cupe Mondiale | Cupe Mondiale | Cupe Mondiale | Cupe Mondiale | Cupe Mondiale |
| An            | Rezultat         | GP            | W             | D             | L             | GF            | GA            | GD            |               |
| ------------- | ---------------- | ------------- | ------------- | ------------- | ------------- | ------------- | ------------- | ------------- | ------------- |
| 1991          | Nu s-a calificat | -             | -             | -             | -             | -             | -             | -             |               |
| 1995          | Nu s-a calificat | -             | -             | -             | -             | -             | -             | -             |               |
| 1999          | Nu s-a calificat | -             | -             | -             | -             | -             | -             | -             |               |
| 2003          | Nu s-a calificat | -             | -             | -             | -             | -             | -             | -             |               |
| 2007          | Nu s-a calificat | -             | -             | -             | -             | -             | -             | -             |               |
| 2011          | Nu s-a calificat | -             | -             | -             | -             | -             | -             | -             |               |
| 2015          | Nu s-a calificat | -             | -             | -             | -             | -             | -             | -             |               |
| Total         | 0/6              | -             | -             | -             | -             | -             | -             | -             |               |

### Campionatul European
- 1987 : Nu s-a calificat
- 1989 : Nu s-a calificat
- 1991 : Sferturi de finală
- 1993 : Nu s-a calificat
- 1995 : Nu s-a calificat
- 1997 : Nu s-a calificat
- 2001 : Nu s-a calificat
- 2005 : Nu s-a calificat
- 2009 : Nu s-a calificat
- 2013 : Nu s-a calificat

## Lotul actual
| Nr. | Poz. | Jucător           | Data nașterii (vârsta) | Selecții | Goluri | Club                     |
| --- | ---- | ----------------- | ---------------------- | -------- | ------ | ------------------------ |
|     | P    | Réka Szőcs        | 19 noiembrie 1989      | 34       | 0      | MTK Hungária FC          |
|     | P    | Júlia Németh      | 4 octombrie 1991       | 1        | 0      | Ferencvárosi TC          |
|     | P    | Klaudia Kovács    | 17 noiembrie 1990      | 4        | 0      | Astra Hungary FC         |
|     |      |                   |                        |          |        |                          |
|     | F    | Szilvia Szeitl    | 26 aprilie 1987        | 39       | 0      | 1. FC Femina             |
|     | F    | Tímea Gál         | 25 septembrie 1984     | 44       | 0      | MTK Hungária FC          |
|     | F    | Szabina Tálosi    | 20 ianuarie 1989       | 35       | 3      | FC Südburgenland         |
|     | F    | Réka Demeter      | 26 septembrie 1991     | 20       | 0      | MTK Hungária FC          |
|     | F    | Alexandra Tóth II | 29 ianuarie 1991       | 26       | 0      | Viktória FC              |
|     | F    | Mercédesz Vesszős | 10 ianuarie 1992       | 0        | 0      | MTK Hungária FC          |
|     |      |                   |                        |          |        |                          |
|     | M    | Zsanett Jakabfi   | 18 februarie 1990      | 16       | 10     | VfL Wolfsburg            |
|     | M    | Alexandra Szarvas | 7 septembrie 1992      | 5        | 0      | VfL Sindelfingen         |
|     | M    | Henrietta Csiszár | 15 mai 1994            | 10       | 1      | MTK Hungária FC          |
|     | M    | Angéla Smuczer    | 11 februarie 1982      | 75       | 1      | MTK Hungária FC          |
|     | M    | Alexandra Tóth I  | 18 martie 1990         | 17       | 0      | Thróttur Reykjavík       |
|     | M    | Boglárka Szabó    | 12 februarie 1993      | 15       | 0      | Astra Hungary FC         |
|     | M    | Lilla Sipos       | 14 iulie 1992          | 22       | 5      | Viktória FC              |
|     | M    | Gabriella Tóth    | 16 decembrie 1986      | 38       | 2      | 1. FC Lokomotive Leipzig |
|     |      |                   |                        |          |        |                          |
|     | A    | Anita Pádár       | 30 martie 1979         | 99       | 32     | MTK Hungária FC          |
|     | A    | Fanny Vágó        | 23 iulie 1991          | 40       | 21     | MTK Hungária FC          |
|     | A    | Erika Szuh        | 21 februarie 1990      | 20       | 1      | 1. FC Lokomotive Leipzig |
|     | A    | Zsanett Kaján     | 16 septembrie 1997     | 0        | 0      | Ferencvárosi TC          |